# Quinzième circonscription de la préfecture d'Aichi
La quinzième circonscription de la préfecture d'Aichi (愛知県第15区, Aichi-ken dai-jūgo-ku) est l'une des seize circonscriptions législatives que compte la préfecture d'Aichi au Japon.

## Description géographique
Entre 1994 et 2013, la quinzième circonscription de la préfecture d'Aichi regroupait la ville de Toyohashi et le district d'Atsumi (ja).
Depuis 2013, elle correspond aux villes de Toyohashi et Tahara,.

## Députés
| Législature | Début de mandat | Fin de mandat | Député élu              | Parti politique | Parti politique |
| ----------- | --------------- | ------------- | ----------------------- | --------------- | --------------- |
| 41e         | 1996            | 2000          | Keijirō Murata (ja)     |                 | PLD             |
| 42e         | 2000            | 2003          | Akihiko Yamamoto (ja)   |                 | PLD             |
| 43e         | 2003            | 2005          | Akihiko Yamamoto (ja)   |                 | PLD             |
| 44e         | 2005            | 2009          | Akihiko Yamamoto (ja)   |                 | PLD             |
| 45e         | 2009            | 2012          | Kazuyoshi Morimoto (ja) |                 | PDJ             |
| 46e         | 2012            | 2014          | Yukinori Nemoto (ja)    |                 | PLD             |
| 47e         | 2014            | 2017          | Yukinori Nemoto (ja)    |                 | PLD             |
| 48e         | 2017            | 2021          | Yukinori Nemoto (ja)    |                 | PLD             |
| 49e         | 2021            | 2024          | Yukinori Nemoto (ja)    |                 | PLD             |
| 50e         | 2024            | -             | Yukinori Nemoto (ja)    |                 | PLD             |